# 关口亲永
关口亲永・濑名义广（日语：せきぐち ちかなが/せな よしひろ，?—1562年）是日本战国时代的武将。今川刑部少辅家（今川关口家）当主，骏河今川氏的有力家臣。从主君今川氏亲领受偏讳改名为亲永。骏河持船城主。今川义元的妹夫，也是德川家康正室・筑山殿的父亲。
今川一门众濑名氏贞的次男，成为同族关口氏缘的养子继承关口家。作为骏河今川家的重臣也是室町幕府的奉公众。
永禄3年（1560年）义元在桶狭间之战被织田信长讨取后支持着衰退的今川氏。然而因为女婿家康从今川氏独立的缘故，引起了义元的嫡男・氏真的猜忌。永禄5年（1562年）于骏府尾形町的屋敷中被命切腹。

## 登場作品

### 影視劇
- 怎麼辦家康（2023年、NHK大河劇、演：渡部篤郎）